# Skinfaxi i Hrímfaxi

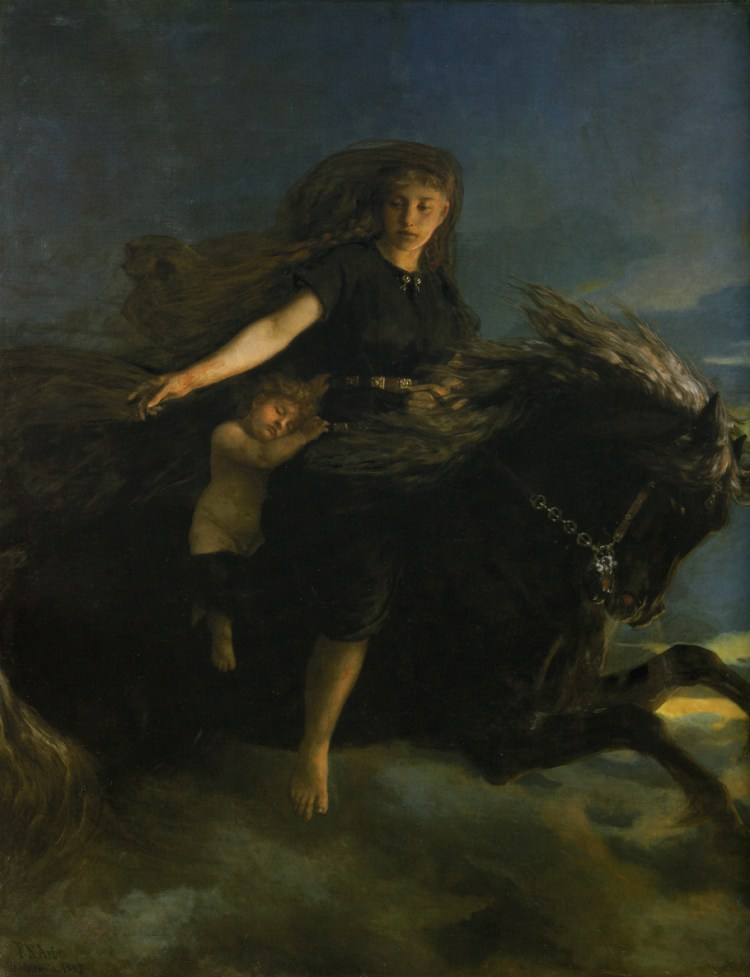
Nótt, per Peter Nicolai Arbo

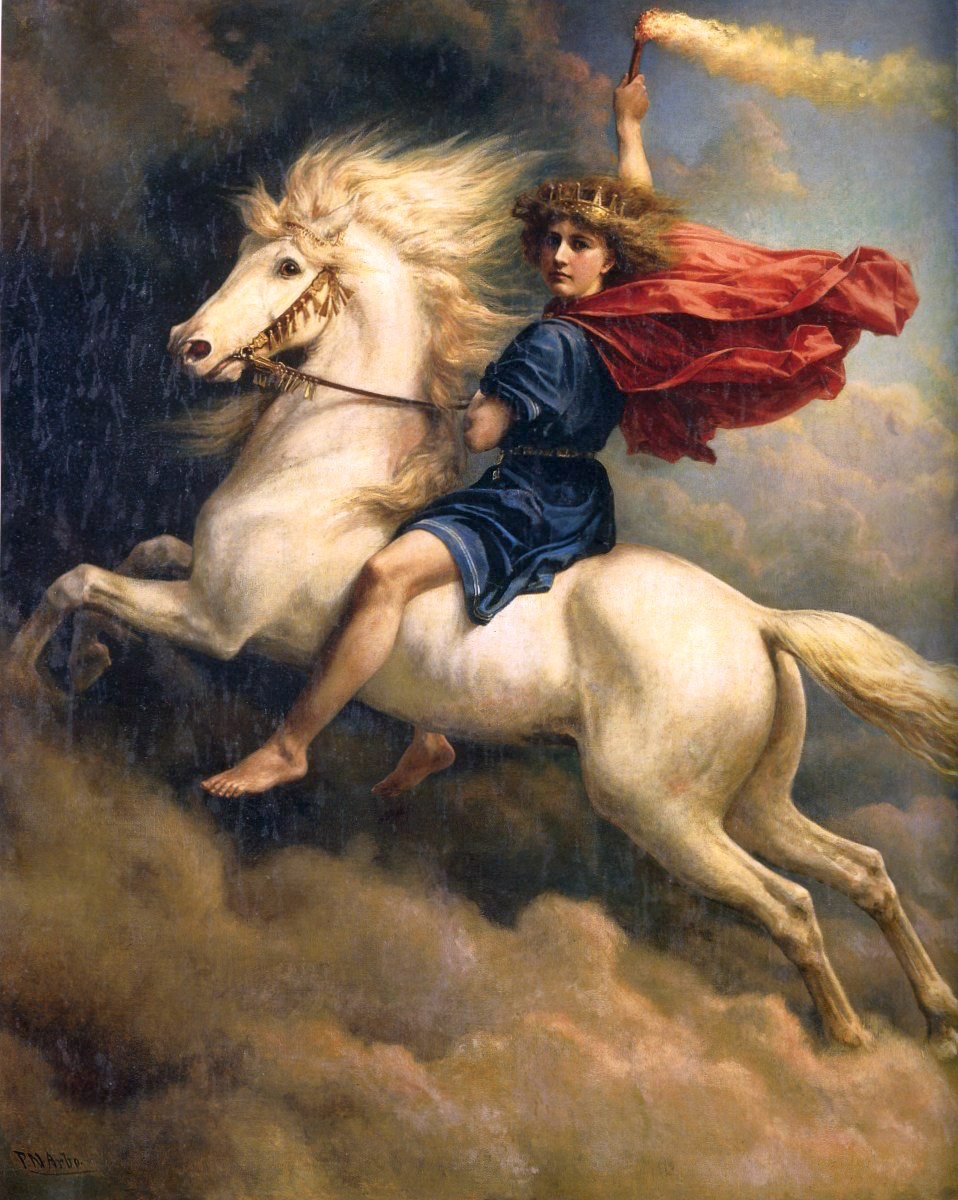
Dagr (1874), per Peter Nicolai Arbo

En la mitologia nòrdica, Skinfaxi i Hrímfaxi són els cavalls de Dagr ('dia') i Nótt ('nit'). Skinfaxi treu el carro de Dagr a través del cel cada dia i la seva cabellera il·lumina el cel i la terra a baix. Hrímfaxi treu el carro de la dea de la nit, Nótt, que baveja i l'escuma es converteix en la rosada del matí. El seu mite és citat en el Vafþrúðnismál, l'Edda poètica, el Gylfaginning i l'Edda prosaica.
Ells són l'origen del cicle del dia i la nit, i són sens dubte originaris de velles creences, que troben paral·lelismes en altres mitologies antigues, tant les vèdiques com les romanes.

## Etimologia i terminologia
Els noms Skinfaxi i Hrímfaxi són bahuvrihis, i signifiquen 'cabellera brillant' i 'cabellera freda' (o 'cabellera gebrada'), respectivament. Els noms de cavalls que acaben en faxi ('cabellera') són bastant comuns en la mitologia nòrdica. D'acord amb Régis Boyer, aquests dos noms probablement pertanyen a la poesia skaldica, ja que són dos heiti.

## Origen
D'acord amb el professor i especialista francès Régis Boyer, el mite dels cavalls lunar i solar pertany a la mitologia nòrdica des de l'antiguitat, per la qual cosa té sentit que Hrímfaxi i Skinfaxi es refereixin a creences molt anteriors al primer escrit sobre aquests. Un problema general amb la mitologia nòrdica és la manca de fonts escrites fiables. Escandinàvia és una àrea amb gran impacte de transformacions geològiques que van conduir a molts canvis en l'estructura dels assentaments. L'artefacte de Tundholm és una de les evidències més fortes de la mitologia de Skinfaxi. Es creu que el mite de Skinfaxi s'origina en els països nòrdics a l'edat de bronze nòrdica, en què hi ha una forta evidència de les creences que impliquen un cavall tirant del sol a través del cel. El carro solar de Trundholm és dibuixat amb un sol cavall i va ser possiblement imaginat ser tirat a través del cel d'oest a est per un segon cavall.
Relacionats amb ell són Árvakr i Alsviðr, els cavalls de la carrossa de Sol (també Sunna, la dea solar nòrdica), un equip de dos cavalls que tiraven d'un sol carro.

## Mencions
Tots dos cavalls s'esmenten al Vafþrúðnismál, l'Edda poètica, el Gylfaginning i l'Edda prosaica.

### Vafþrúðnismál
En el Codex Regius, Skinfaxi i Hrímfaxi s'esmenten a la Vafþrúðnismál durant la batalla d'enginy entre Odín i Vafþrúðnir (el Jötun més savi). Aquest és el manuscrit més antic que té aquests dos cavalls esmentats, en els versicles 7 i 8.

### Gylfaginning
El Gylfaginning, escrit el segle xii per Snorri Sturluson, també té aquest mite. Parafraseja el Vafþrúðnismál.
El gegant Narfi té una filla, Nótt, que té la pell molt fosca. Casat amb Dellingr, va donar a llum Dagr, el déu del dia, que és brillant i bonic com el seu pare. Odin (sota el sobrenom Alfadr) dona llavors a Nótt i Dagr, dos cavalls i dos carros, i així Dagr carrega la Terra en un dia i Nott va per sobre de Dagr. El seu cavall Hrímfaxi produeix, bavejant, escuma, que cau a la terra, la rosada. Skinfaxi il·lumina el cel i la terra, amb la seva daurada i brillant cabellera.

## Simbolisme
Igual que molts altres cavalls mitològics, Hrímfaxi i Skinfaxi són símbols de la vida còsmica, l'origen del cicle etern dels dies i les nits; ells mantenen l'ordre còsmic dels déus en el món. Per tant, Hrímfaxi és el "cavall fosc i salvatge de la nit"; Skinfaxi és la personificació del dia, la seva cabellera representa el Sol. Aquesta teoria es veu reforçada per l'art vitalista alemany de la primera meitat del I mil·lenni aC, creences similars al vedisme, les carreres de carros romanes i als sacrificis de cavalls, l'objectiu dels quals era mantenir aquest cicle.
Els cavalls de les Valquíries, com es presenten en Helgakviða Hjörvarðssonar emanen la rosada amb la seva cabellera, que també es refereix a aquest mite. La dea romana Aurora pot ser considerada l'equivalent de Hrímfaxi en la mitologia nòrdica, una font de rosada està representada vessant d'ella sobre la Terra per conrear les flors.